# أوستين تريفور
أوستين تريفور (بالإنجليزية: Austin Trevor)‏ هو ممثل بريطاني، ولد في 7 أكتوبر 1897 في المملكة المتحدة، وتوفي بنفس المكان في 22 يناير 1978.

## أعمال

### أفلام
- (1931) ادعاء المتهم
- (1931) القهوة السوداء
- (1934) موت اللورد إدجوير
- (1948) الحذاء الأحمر
- (1965) جرائم الأبجدية

## وصلات خارجية
- أوستين تريفور على موقع IMDb (الإنجليزية)
- أوستين تريفور على موقع ألو سيني (الفرنسية)
- أوستين تريفور على موقع ميوزك برينز (الإنجليزية)
- أوستين تريفور على موقع أول موفي (الإنجليزية)
- أوستين تريفور على موقع قاعدة بيانات برودواي على الإنترنت (الإنجليزية)
- أوستين تريفور على موقع قاعدة بيانات الأفلام السويدية (السويدية)
- أوستين تريفور على موقع ديسكوغز (الإنجليزية)
- أوستين تريفور على موقع قاعدة بيانات الفيلم (الإنجليزية)
- أوستين تريفور على موقع كينوبويسك (الروسية)